# ألمينيفو (كورغان)
ألمينيفو (بالروسية: Альменево) هي مدينة في مقاطعة كورغان أوبلاست في روسيا.